# Coll d'en Gros
El Coll d'en Gros és una collada del Massís del Canigó, a 871,6 metres d'altitud, en el límit dels termes comunals d'Arles i de Montboló, a la comarca del Vallespir, de la Catalunya del Nord. Està situat a l'extrem meridional del terme de Montboló i al nord del d'Arles, És al nord de la masia de Can Vilar, del terme d'Arles.